# Parrotiopsis jacquemontiana
Parrotiopsis jacquemontiana – gatunek roślin z monotypowego rodzaju parocjopsis z rodziny oczarowatych (Hamamelidaceae). Występuje w od Afganistanu poprzez północny Pakistan po Himachal Pradesh w północnych Indiach. Rośnie w podszycie lasów iglastych oraz na obszarach wylesionych i porębach, przy czym utrudniać ma odnowienie lasów. Kwiaty zapylane są przez owady.
Lokalnie pędy wykorzystywane są do wyplatania koszyków. Gatunek bywa też uprawiany jako ozdobny podobnie jak parocja perska, którą przypomina. 

## Morfologia

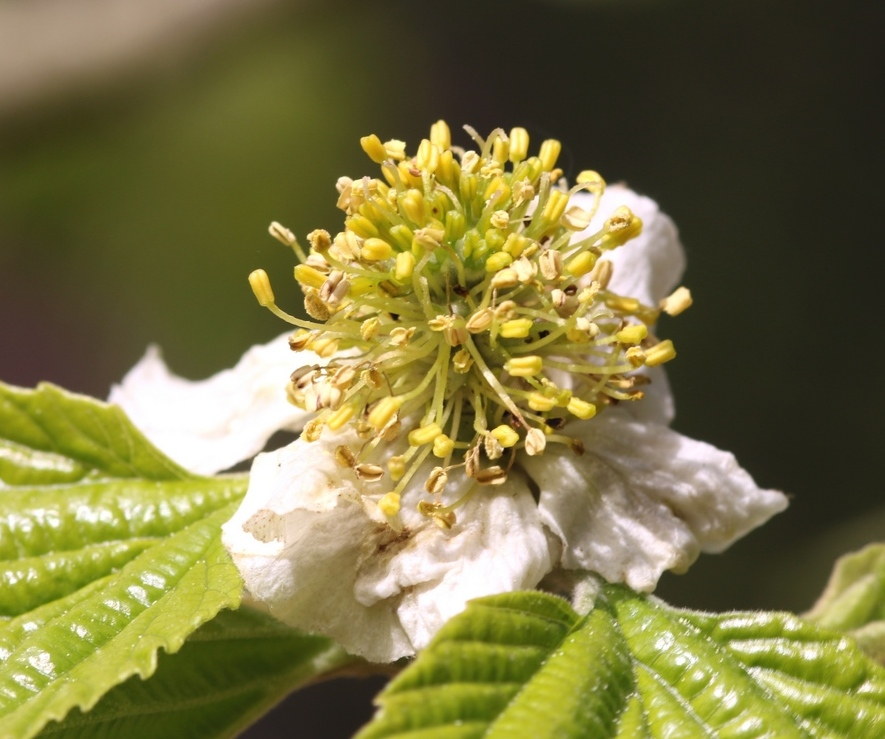
Kwiatostan

PokrójKrzewy i niskie drzewa zwykle do 6 m wysokości. Kora i pędy są szare, pąki jedwabiście omszone.
LiścieOpadające zimą, skrętoległe o blaszce okrągławej, często szerszej niż dłuższej, ząbkowanej, od spodu pokrytej gwiazdkowatymi włoskami i w efekcie szorstkie.
KwiatyObupłciowe, skupione w główkowatych kwiatostanach wspartych 4–6 okazałymi, białymi podsadkami. Płatków korony brak. Pręcików jest 15–24 i są one okazałe. Zalążnia jest dwukomorowa i zwieńczona dwiema szyjkami.
OwoceTwarde, drewniejące torebki.

## Systematyka
Pozycja systematyczna
Jedyny gatunek w obrębie rodzaju parocjopsis Parrotiopsis (Nied.) C.K.Schneid., Ill. Handb. Laubholzk. 1: 429. 2 Feb 1905. Rodzaj ten należy do podrodziny Hamamelidoideae Burnett w obrębie rodziny oczarowatych (Hamamelidaceae) z rzędu skalnicowców (Saxifragales).